# دمج البروتين

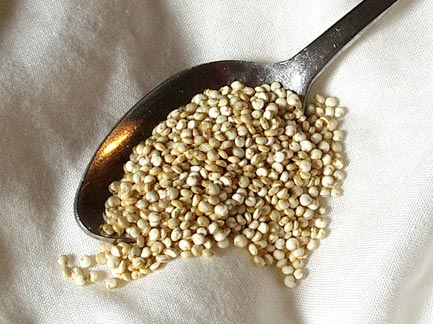

دمج البروتين (أو تكملة البروتين) هي نظرية غذائية حول التغذية البروتينية تهدف إلى تحسين القيمة الحيوية للبروتين الداخل إلى الجسم. طبقًا للنظرية، قد توفر الأنظمة الغذائية النباتية كمية غير كافية من بعض الأحماض الأمينية الأساسية، مما يجعل دمج البروتين مع عدة أطعمة ضروري للحفاظ على وجود بروتين كامل. المصطلحان كامل و غير كامل هما مصطلحان قديمان فيما يتعلق بالبروتين النباتي، فقد رأت أكاديمية التغذية وعلم النُظم الغذائية أن البروتين الذي مصدره العديد من الأطعمة النباتية التي تؤكل أثناء وجبة في اليوم يزود الجسم بكمية كافية من الأحماض الأمينية الأساسية عند تلبية احتياجات الجسم من السعرات الحرارية.
تقول النظرية بأن النباتيين -بالأخص النباتيين الصرف- يجب أن يتناولوا أطعمة تكميلية معينة مثل الفاصولياوالأرز معًا في نفس الوجبة، وذلك لكي تمتزج الأطعمة التي تحتوي على حمض أميني ضروري لتشكل البروتين الكامل، ولتلبية جميع احتياجات الجسم من الأحماض الأمينية اللازمة لنمو الإنسان والحفاظ على صحته.
صدّقت منظمات صحية كبرى على نظرية دمج البروتين، وأظهرت دراسات على محتويات الأحماض الأمينية الأساسية في البروتين النباتي أن الأشخاص النباتيين لا يحتاجون بالفعل بروتين نباتي مُكمّل  في كل وجبة للوصول إلى المستوى المرغوب من الأحماض الأمينية الأساسية طالما أن أنظمتهم الغذائية متنوعة ويحصلون على السعرات الحراية اللازمة. وقد أقرّت جمعية التغذية الأمريكية، وأخصائيو تغذية كندا بهذا الرأي.

## المفهوم
إن التغذية البروتينية مُعقدة، وذلك لأن الأحماض الأمينية المركبة للبروتينات قد تكون العامل المُقيِّد في عملية الأيض، في حين أن خلط أعلاف الماشية قد يعمل على تحسين النمو أو تقليل التكلفة مع المحافظة على نمو كافٍ. وبالمثل، فإن التغذية البشرية خاضعة قانون ليبيج للحد الأدنى: أدنى مستوى من أحد الأحماض الأمينية الأساسية سوف يكون العامل المُقيِّد في عملية الاستقلاب.
إذا كان أحد الأحماض الأمينية التي لا غنى عنها في النظام الغذائي أقل من احتياجات الفرد، فسوف يقلل ذلك من فائدة الأحماض الأمينية الأخرى وبالتالي منع المعدلات الطبيعية من التوليف الكيميائي حتى عندما يكون مستوى النيتروجين الداخل كافيًا، وبذلك سوف يحدد «الحمض الأميني المُقيِّد» القيمة الغذائية للنيتروجين الكلي أو البروتين في النظام الغذائي؛ وبالتالي تُصنف النباتات كمصدر للبروتين من خلال الأحماض الأمينية المقيِدة. 

## نقد
أثار مفهوم دمج البروتين انتقادًا بصفته عامل معقد غير ضروري في التغذية.
وقد شاعت هذه النظرية في كتاب عام نظام غذائي لكوكب صغير الأكثر مبيعًا لفرانسيس مور لابي (Frances Moore Lappé) الذي صدر عام 1971. وسريعًا التقط المجلس الأمريكي الوطني للبحوث والرابطة الأمريكية للتغذية (ADA) الكتاب، محذرًا النباتيين للتأكد من الجمع بين البروتينات.
وقد غيرت لابي من موقفها من دمج البروتين في إصدار عام 1981 لكتاب نظام غذائي لكوكب صغير، حيث كتبت فيه:
«أكد الإصدار الأول للكتاب عام 1971 على تكامل البروتين لأنني افترضت أن الطريقة الوحيدة للحصول على قدر كافٍ من البروتين هي عمل بروتين يستفيد منه الجسم كالبروتين الحيواني. وفي مكافحتي للأسطورة التي تقول بأن اللحوم هي الطريقة الوحيدة للحصول على بروتين عالي الجودة، قمت بتعزيز أسطورة أخرى. فلقد أعطيت انطباعًا أن من يريد الحصول على ما يكفي من البروتين بدون اللحوم، فهناك حاجة كبيرة للرعاية في اختيار الأطعمة. في الواقع، إن الأمر أسهل بكثير مما كنت أعتقد.»
«وفيما عدا ثلاثة استثناءات هامة، هناك خطر ضئيل من نقص البروتين في النظام الغذائي النباتي. تلك الاستثناءات هي النظام الغذائي الذي يعتمد بشدة على [1] الفاكهة أو على [2] بعض الدرنيات، مثل البطاطا أو الكاسافا، أو على [3] الأطعمة السريعة (الدقيق المكرر، والسكريات، والدهون). ولحسن الحظ، عدد قليل نسبيًا من الأشخاص في العالم حاولوا العيش على أنظمة غذائية تكون فيها هذه الأطعمة المصدر الوحيد تقريبًا للسعرات الحرارية. وفي كل الأنظمة الغذائية الأخرى، إذا حصل الأشخاص على قدر كافٍ من السعرات الحرارية، فسيكونون متأكدين تقريبًا من الحصول على ما يكفي من البروتين.»
إن ضرورة دمج البروتين لم تكن مؤكدة، بالأحرى لقد لوحظ زيادة القيمة الحيوية للوجبات التي يتم دمج البروتين فيها. وفي إعتراف منها، أزالت «لابي» من الطبعة الثانية «الخرائط التي تشير إلى نسب معينة من البروتينات التكميلية».
تراجعت الجمعية الأمريكية للتغذية عن الفكرة في ورقة بحثيّة نشرتها عام 1988؛ فتقول “سوزان هافالا” أخصائية التغذية النباتية في الجمعية الأمريكية للتغذية والمؤلفة للورقة البحثية:
لم يكن هناك أي أساس [لدمج البروتين] الذي يمكنني رؤيته.... لقد بدأت في دعوة الناس والتحدث معهم وسؤالهم عما يبرر القول بضرورة تكملة البروتينات، ولم تكن هناك أية مبررات. ما حصلت عليه بدلا من ذلك هو بعض الأفكار المثيرة للاهتمام من بعض الأشخاص الذين لديهم معرفة وشعرت بالفعل أنه على الأرجح لا حاجة لاستكمال البروتينات. لذا ذهبنا مباشرة لكتابة هذا التغير في مقالة. [ملاحظة: تمت الموافقة على الورقة بعد مراجعة مدقّقة وبتصويت الوفد قبل اعتمادها رسميًا]، وبعد ذلك بعامين قام كل من فيرنون يانغ وبيتر بيليت بنشر مقالتهم التي أصبحت دليلاً قاطعًا ومعاصرًا لاستقلاب البروتين في البشر، وقد أكدت أيضًا أن استكمال البروتين في الوجبات لم يكن ضروريًا على الإطلاق،وبالتالي، فإن الأشخاص الذين يتجنبون استهلاك البروتين الحيواني لا ينبغي أن يقلقوا أبدًا بشأن تفاوت الحمض الأميني من البروتينات النباتية التي تُشكّل نظامهم الغذائي المعتاد.
في حين أن العديد من النباتات أقل في نوع أو أكثر في الأحماض الأمينية الأساسية من الحيوانات، وبالأخص اللايسين، وبدرجة أقل الميثيونين والثريونين. مع ذلك، فإن تناول مجموعة متنوعة من النباتات يكون بمثابة مصدر متوازن ومتكامل من الأحماض الأمينية.
يقول طبيب الأطفال «تشارلز آر أتوود»: «إن الأفكار القديمة حول ضرورة الجمع بين الخضروات بِحرص في كل وجبة لضمان إمدادات الأحماض الأمينية الأساسية قد فُنِّدت تمامًا».
وفي عام 2002، كتب الدكتور «جون ماكدوغال» تصحيحًا لجمعية القلب الأمريكية لما نشرته عام 2001 والذي ناقش موضوع تكميل البروتينات النباتية، وأكد كذلك أنه «من المستحيل إعداد نظام غذائي به نقص في الأحماض الأمينية مبني على نشويات غير مُعالجة وخضروات كافية لتلبية احتياجات البشر من السعرات الحرارية».
في وقت لاحق من ذلك العام، كتب الدكتور «أندرو ويل»: «لا داعي للقلق من عدم حصولك على ما يكفي من البروتين الصالح للاستعمال إذا لم تجمع تركيبة سحرية من الأطعمة في كل وجبة».
كتب «جيف نوفيك» في مجلة «هيلثي تايمز» Healthy Times أن ضرورة دمج البروتين هي «أكذوبة لن نتخلص منها».
وفي 2005، كتب الدكتور «جويل فورمان»:
...الأطعمة النباتية غنية بالبروتين، ولستَ في حاجة لِأن تكون عالمًا أو أخصائي تغذية لمعرفة ماذا تأكل، ولا تحتاج لمزج وتوافق الأطعمة لتحقيق تكامل البروتين، فإن أي مزيج بين الأطعمة الطبيعية سوف يزودك بالبروتين الكافي، بما في ذلك كل الأحماض الأمينية الثمانية الأساسية وكذلك الأحماض الأمينية غير الأساسية.
وكتب الدكتور «كولين كامبل» في عام 2006:
نحن نعلم الآن أن جسم الإنسان يستطيع أن يستخلص جميع الأحماض الأمينية الأساسية خلال أنظمة التمثيل الغذائي  المعقدة للغاية من التنوع الطبيعي للأطعمة النباتية التي تصادفنا كل يوم، ولا يتطلب الأمر أكل كميات أكبر من البروتين النباتي أو التخطيط بدقة لكل وجبة نأكلها.
في عام 2009 كتبت جمعية التغذية الأمريكية:
بإمكان البروتين النباتي أن يُلبي متطلبات الجسم من البروتين وذلك عند استهلاك مجموعة متنوعة من الأطعمة النباتية وتلبية احتياجات الجسم من الطاقة؛ وتَشير الأبحاث إلى أن أكل تشكيلة من الأطعمة النباتية على مدار اليوم قادرة على تزويد الجسم بجميع الأحماض الأمينية الأساسية وتضمن الاحتفاظ بالنيتروجين الكافي واستخدامه في البالغين الأصحاء، وبالتالي لا نحتاج لاستهلاك البروتينات التكميلية في نفس الوجبة.
وتنص الآن جمعية القلب الأمريكية على أنه:
لستَ في حاجة لأكل الأطعمة الحيوانية لكي تحصل على البروتين الكافي في نظامك الغذائي، فالبروتينات النباتية وحدها بإمكانها تزويدك بما يكفي من الأحماض الأمينية الأساسية وغير الأساسية، وذلك طالما أن مصادر البروتين الغذائي متنوعة والسعرات الحرارية عالية لتلبي احتياجات الطاقة؛ وتحتوي الحبوب الكاملة والبقوليات والخضراوات والبذور والمكسرات على كل من الأحماض الأساسية وغير الأساسية، ولا تحتاج أن تمزج بين هذه الأطعمة («البروتينات التكميلية») في وجبة واحدة.
تستخدم بعض المؤسسات قيم هضم البروتين وتصحيح نتيجة الأحماض الأمينية لتقييم الأنظمة الغذائية دون النظر إلى دمج البروتين وبالتالي العثور على استخدام تركيبات ليكون تحديًا لمنهجيتها.

## وصلات خارجية
- When Your Friends Ask: "Where Do You Get Your Protein", McDougall Newsletter